# 第17回ジャパンボウル
第17回ジャパンボウルは、1992年1月12日に東京ドームで行われたカレッジフットボールのオールスター東西対抗戦。東軍が14-13で2年ぶり6回目の勝利をあげた。東軍のヘッドコーチはテネシー大学のジョニー・メジャーが務めた<re name="tampa"/>。

## 試合経過
西軍は前半にジョー・ウッド(Joe Wood)の2本のFGで先制し、第3Qにはハイズマン賞に選ばれたブリガムヤング大学のQBタイ・デトマーの4ヤードのTDランで13-0とリードした。
東軍は第4Qにアイオワ大学のQBマット・ロジャースのパスをミシガン大学のLBエリック・アンダーソンがインターセプト、オハイオ州立大学のRBスコッティ・グレアムが残り8分にタッチダウンをあげて7-13と追い上げた。
東軍はさらに東カロライナ大学のジェフ・ブレイクが13ヤードのパスをパット・エバンズ(Pat Evans)に通し、スコッティ・グレアム、シラン・ステイシー、ウィリー・マクレンドンがボールを1ヤード地点まで前進させた。残り約3分にアラバマ大学のケビン・ターナーが1ヤードを走ってタッチダウン、マイアミ大学のKカルロス・ウェルタがトライフォーポイントを決めて、14-13で東軍が14-13で逆転勝利を収めた。MVPにはデトマーが選ばれた。デトマーはパス22回中11回成功と成功率は50%であったが5連続パス成功やタッチダウンランをあげた。